# Casalnoceto
Casalnoceto (piemontiul: Ël Casal Nosé) település Olaszországban, Piemont régióban, Alessandria megyében. Lakosainak száma 976 fő (2023. január 1.). Casalnoceto Castellar Guidobono, Godiasco, Pontecurone, Rivanazzano Terme, Viguzzolo, Volpedo és Volpeglino községekkel határos.

## Népesség
A település népessége az elmúlt években az alábbi módon változott:
| Lakosok száma | 961  | 963  | 976  |
|               | 2017 | 2018 | 2023 |